# Código de longitud variable
Se conoce como código de longitud variable (o varchar) en la teoría de la información a un código en donde su ancho de palabra es variable de longitud, es decir, al codificar el abecedario no es necesario hacerlo con el mismo número de bits cada letra, ya que en el lenguaje español, es mucho más probable que se encuentre una vocal, por ejemplo "a", que la letra "k", entonces para hacer una codificación de reducción de espacio o código de compresión, la letra "a" se codifica con un menor número de bits, por ejemplo 2 bits "01", y la letra "k" se codifique con 8 bits, por decir un ejemplo "01001010". Entonces como sabemos que es más probable encontrar la letra "a" se codificara con un número mínimo de bits que la letra "k".
Si seguimos haciendo una codificación con respecto a las demás letras, encontraremos que hay algunas que se utilizan menos que otras, y por lo tanto, tenemos que analizar la probabilidad de ocurrencia de cada letra, para codificarlo con más o menos bits. Pero hay que tener cuidado que sea un código prefijo, es decir, que ninguna palabra del código constituye la palabra de otro código y no presentar ambigüedad en la decodificación.
- Datos: Q2715350